# Švédsko na Zimních olympijských hrách 1992
Švédsko na Zimních olympijských hrách 1992 v Albertville reprezentovalo 73 sportovců, z toho 56 mužů a 17 žen. Nejmladším účastníkem byla Glenn Olsson (17 let, 151 dní), nejstarším pak Mats Näslund (34 let, 105 dní). Reprezentanti vybojovali 4 medailí, z toho 1 zlatou a 3 bronzové.

## Medailisté
| Medaile | Jméno                                                    | Sport           | Disciplína              |
| ------- | -------------------------------------------------------- | --------------- | ----------------------- |
| Zlato   | Pernilla Wibergová                                       | Alpské lyžování | ženy obří slalom        |
| Bronz   | Mikael Löfgren                                           | Biatlon         | muži 20 km              |
| Bronz   | Leif Andersson Ulf Johansson Mikael Löfgren Tord Wiksten | Biatlon         | muži štafeta 4 x 7.5 km |
| Bronz   | Christer Majbäck                                         | Běh na lyžích   | muži 10 km (klasicky)   |